# Peter Brusse
Pour les articles homonymes, voir Brusse.
 (octobre 2018).
Si vous disposez d'ouvrages ou d'articles de référence ou si vous connaissez des sites web de qualité traitant du thème abordé ici, merci de compléter l'article en donnant les références utiles à sa vérifiabilité et en les liant à la section « Notes et références ».
Peter Brusse, né le 16 mars 1936 à  Rotterdam, est un écrivain néerlandais.

## Carrière
Il est le frère du réalisateur Ytzen Brusse, de l'écrivain Jan Brusse, de l'acteur Kees Brusse et du peintre Mark Brusse.